# Kopivare
En kopivare (eller kopiprodukt) er en vare der er fremstillet ved uautoriseret kopi af et værk eller produkt der er dækket af en eller flere immaterialrettigheder.
Ordet piratkopi bruges til at dække samme begreb omend det oftest bruges om uautoriserede kopier af ophavsretsdækkede produkter såsom film, musik og software, der ikke nødvendigvis er en tiltænkt som en markedsvare.
Foruden ophavsretten kan kopivare efterligne produkter dækket at designret, patentret eller brugsmodelret.
Bruger en kopivare uretmæssigt et varemærke benyttes betegnelsen varemærkeforfalskning.
Kopivarer efterligner ofte mærkevarer.
OECD anslår at den international handel med kopivare havde en værdi på omkring 250 milliarder amerikanske dollars i 2007.
En lobby-organisation anslår at værdien af indenlands og international handel med kopivare sammenlagt er på 600 milliarder dollars, svarende til 5-7% af verdenshandlen.
Omkring en tredjedel af verdens malariavaccine er kopivarer af lav kvalitet eller uden virkning.
Ifølge nogle vurderinger står Kina for 70% af verdens kopivareproduktion.

## Lovgivning
Lovgivningen for køb af kopivarer varierer indenfor EU. 
Som privatperson har det i Danmark ikke været ulovligt at købe kopivarer så længe det ikke er til videresalg.
Myndighederne kan dog tilbageholde og destruere kopivare der er bestilt via Internettet.
Dette blev fastslået ved en principiel dom i Sø- og Handelsretten i 2011 i den såkaldte Rolex-sag,
der dog er anket til Højesteret.
. Højesteret har den 15. maj 2014 afsagt dom Arkiveret 3. april 2015 hos  Wayback Machine i Rolex-sagen, efter den havde været forelagt EU-Domstolene (Webside ikke længere tilgængelig). I Danmark tilbageholdt SKAT i 2010 kopivarer til en værdi på 54 millioner kroner.
I lande som for eksempel Italien, Frankrig og Portugal er det ulovligt at købe kopivarer, og sådanne køb er forbundet med store bøder i Italien. 
I et enkelt tilfælde lød bøden på 75.000 kroner for køb af et par kopisolbriller.
I Danmark har det været diskuteret om køb af kopivarer skulle udløse en bøde,
og mange danskere er usikre på hvordan reglerne er.
Selvom det er lovligt at indføre kopivarer som rejsegods i Danmark, kan det anses for upassende. Den tidligere statsministerfrue Anne-Mette Rasmussen blev kritiseret da hun i 2006 offentligt viste sig med en kopi af en Louis Vuitton-taske.
Udbud og salg af kopivarer er som regel ulovligt. 
I Danmark kan sådanne udbud og salg medføre konfiskation og bødestraf for eksempel under henvisning til varemærkeloven.
Derudover kan der være erstatningspligt.
Den foreslåede internationale handelsaftale ACTA var tænkt til at etablere rammer på området for kopivarer.